# Курники (Тернопольская область)
Курники (укр. Курники) — село в Байковецкой сельской общине Тернопольского района Тернопольской области Украины.
Население по переписи 2023 года составляло 349 человек. Почтовый индекс — 47710. Телефонный код — 352.